# (133892) Benkhaldoun
(133892) Benkhaldoun, provisorische Bezeichnung 2004 RN8, ist ein Asteroid und Kleinplanet des mittleren Asteroiden-Hauptgürtels, der am 7. September 2004 von der französischen Amateurastronomin Claudine Rinner am Observatorium von Ottmarsheim entdeckt wurde.

## Name
(133892) Benkhaldoun erhielt nach seiner Entdeckung zunächst die provisorische Bezeichnung 2004 RN8. Später wurde er nach Zouhair Benkhaldoun benannt. Zouhair Benkhaldoun wurde 1959 geboren. Er ist ein marokkanischer Astrophysiker, Professor für Astrophysik an der Cadi Ayyad-Universität in Marrakesch, Marokko und seit 2007 Direktor des Oukaïmeden-Observatoriums.

## Umlaufbahn
(133892) Benkhaldoun umkreist die Sonne in einer Entfernung von 2,197 bis 3,14 AE alle 4,35 Jahre einmal. Seine Umlaufbahn hat eine Exzentrizität von 0,1760 bezogen auf die Große Halbachse von 2,666 AE und eine Bahnneigung von 17,60 Grad bezogen auf die Ekliptik.

## Familie
(133892) Benkhaldoun gehört der Prokne-Familie an. Die Prokne-Familie besteht aus dunklen, kohlenstoffhaltigen Asteroiden. Sie hat über 200 Mitglieder. Ihr größter Asteroid ist (194) Prokne.

## Spektraltyp
(133892) Benkhaldoun wird entsprechend der Taxonomie des Sloan Digital Sky Survey der Spektralklasse C zugeordnet. Diese Spektralklasse entspricht einer kohlen- oder kohlenstoffartigen (das C steht für Kohlenstoff), dunklen Oberfläche mit einer Albedo um 0,05.

## Durchmesser und Albedo
(133892) Benkhaldoun hat einen Durchmesser von 2,527 Kilometer und eine Albedo von 0,175.

## Beobachtungen
(133892) Benkhaldoun wurde bereits vor seiner Entdeckung seit 2000 von Lincoln Laboratory ETS, New Mexico (ETS = Experimental Test Site) (704), Palomar Mountain/NEAT (644) beobachtet. Seit seiner Entdeckung gab und gibt es weitere Beobachtungen durch die genannten Observatorien und durch Ottmarsheim (224), Lowell Observatory-LONEOS (LONEOS) (699), Catalina Sky Survey, Tucson, AZ (703), Mount Lemmon Survey, Mount Lemmon, Arizona (G96), Siding Spring Survey (E12), Mauna-Kea-Observatorium, Hawai’i, USA (568), WISE (C51), Pan-STARRS 1 Haleakala (F51), Tenagra II Observatory (926), Purple Mountain Observatory, Xuyi Station (D29), Space Surveillance Telescope, Atom Site (G45), ATLAS-HKO, Haleakala (T05), ATLAS-MLO, Mauna Loa (T08), Palomar Mountain--PTF (I41), Oukaimeden Observatory (J43), Pan-STARRS 2 Haleakala (F52).